# Route 347 (Québec)
Pour les articles homonymes, voir Route 347.
La route 347 (R-347) est une route régionale québécoise d'orientation nord / sud située sur la rive nord du fleuve Saint-Laurent. Elle dessert la région administrative de Lanaudière.

## Tracé
La route 347 débute à Sainte-Geneviève-de-Berthier, à l'angle de la route 158. Elle prend d'abord une orientation nord-ouest jusqu'à Saint-Gabriel-de-Brandon, où elle s'oriente vers l'ouest pour atteindre la route 125 à Notre-Dame-de-la-Merci.

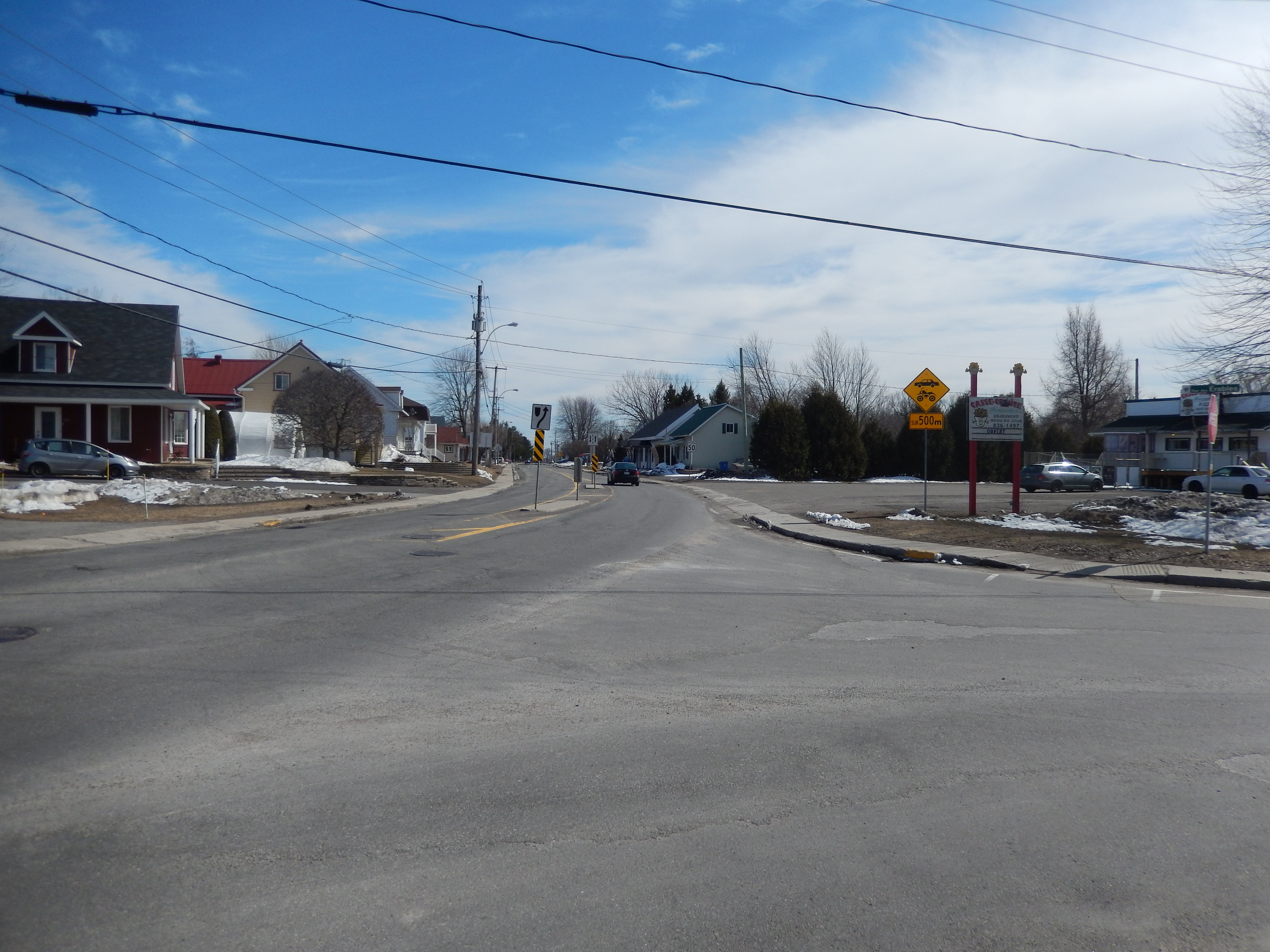
Intersection des rues Principale et des Érables à Saint-Norbert.
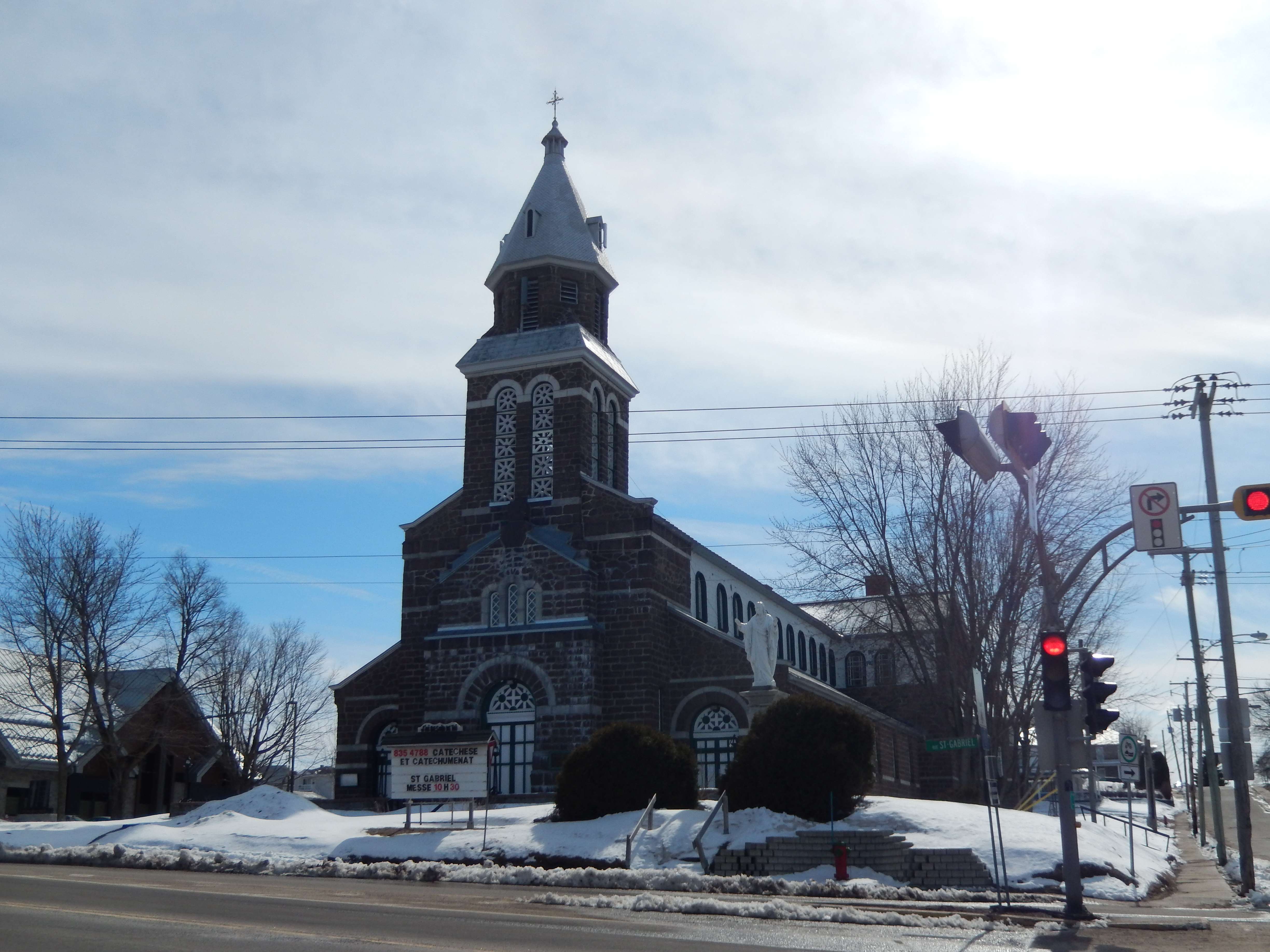
Intersection des rues Maskinongé et Dequoy à Saint-Gabriel.
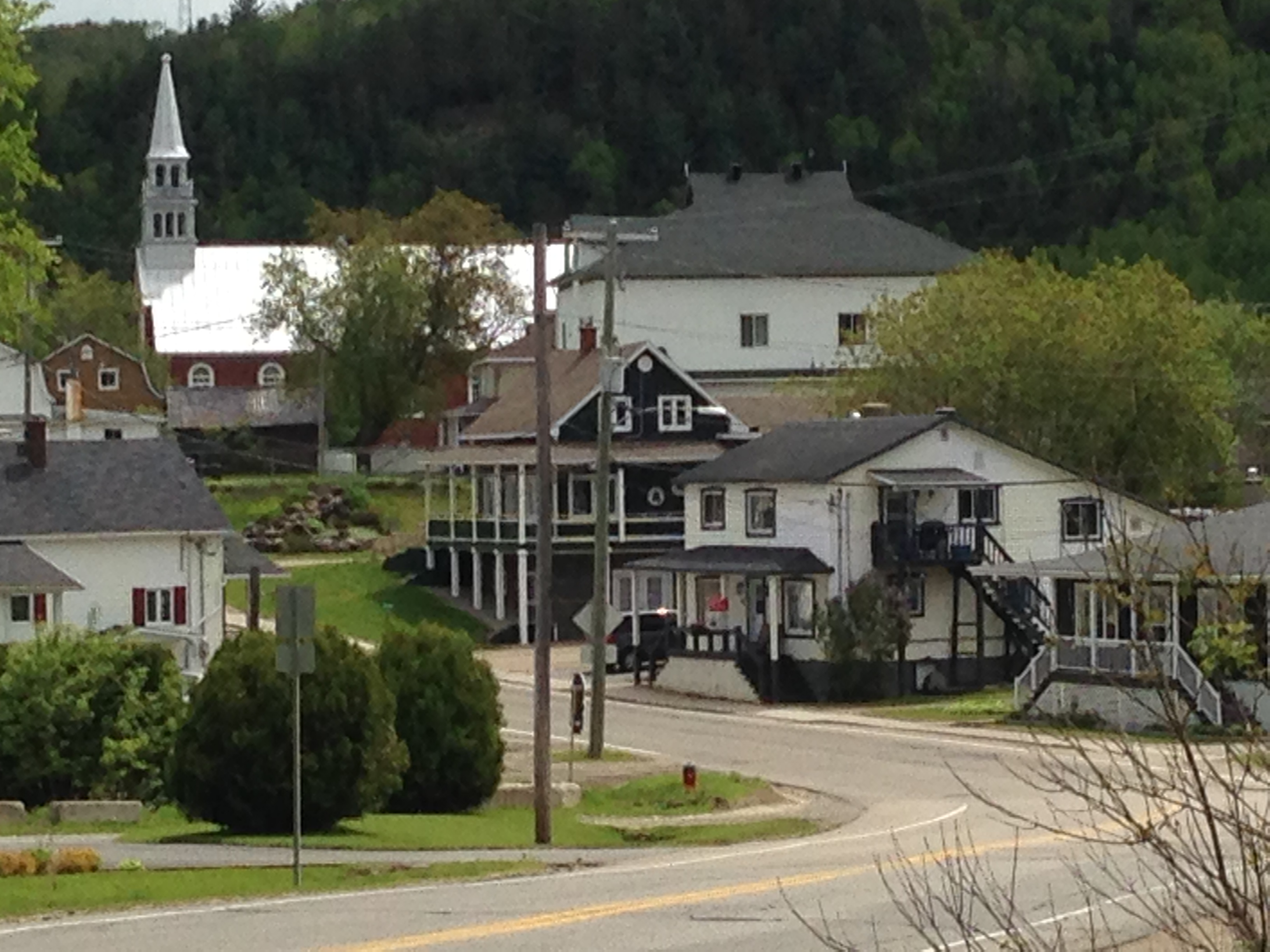
Rue Principale à Saint-Côme.

## Localités traversées (du sud au nord)
Liste des municipalités dont le territoire est traversé par la route 347, regroupées par municipalité régionale de comté.

### Lanaudière
D'Autray
- Sainte-Geneviève-de-Berthier
- Saint-Norbert
- Saint-Gabriel-de-Brandon
- Saint-Gabriel

Matawinie
- Saint-Damien
- Sainte-Émélie-de-l'Énergie
- Saint-Côme
- Notre-Dame-de-la-Merci

## Intersections majeures
| MRC                     | Municipalité                 | km    | Destinations                                      | Notes                                                                                    |
| ----------------------- | ---------------------------- | ----- | ------------------------------------------------- | ---------------------------------------------------------------------------------------- |
| D'Autray                | Sainte-Geneviève-de-Berthier | 0,00  | R-158 – Berthierville, Joliette                   |                                                                                          |
| D'Autray                | Saint-Gabriel-de-Brandon     | 26,80 | R-348 ouest – Saint-Félix-de-Valois, Joliette     | Terminus sud du multiplex avec la R-348; Joliette indiqué en direction sud seulement     |
| D'Autray                | Saint-Gabriel                | 27,80 | R-348 est – Mandeville, Louiseville               | Terminus nord du multiplex avec la R-348                                                 |
| Matawinie               | Sainte-Émélie-de-l'Énergie   | 48,00 | R-131 sud – Joliette                              | Terminus sud du multiplex avec la R-131                                                  |
| Matawinie               | Sainte-Émélie-de-l'Énergie   | 55,20 | R-131 nord – Saint-Michel-des-Saints, Saint-Zénon | Terminus nord du multiplex avec la R-131; Saint-Zénon indiqué en direction sud seulement |
| Matawinie               | Saint-Côme                   | 65,40 | R-343 sud – Saint-Alphonse-Rodriguez              | Terminus nord de la R-343                                                                |
| Matawinie               | Notre-Dame-de-la-Merci       | 97,00 | R-125 – Saint-Donat, Chertsey                     |                                                                                          |
| - Terminus de multiplex |                              |       |                                                   |                                                                                          |